# Circuit Paul Ricard
Koordinati:   43°15′2″N, 5°47′30″E
Circuit Paul Ricard je dirkališče, ki leži v Le Castelletu blizu francoskega mesta Marseille.
Dirkališče je med letoma 1971 in 1990 gostilo dirko Formule 1 za Veliko nagrado Francije, preden je bila tista premeščena na dirkališče Circuit de Nevers Magny-Cours v osrednji Franciji, kjer je redno potekala med letoma 1991 in 2008, nato pa dirke za Veliko nagrado Francije ni bilo.
Dirkališče Circuit Paul Ricard je bilo leta 1999 prenovljeno, pri čemer je bilo zasnovano kot proga za napredna testiranja avtomobilov. Včasih je gostilo tudi testiranja dirkalnikov Formule 1. Leta 2016 je bilo sporočeno, da se bo Velika nagrada Francije po desetih letih vrnila na koledar dirk svetovnega prvenstva Formule 1 v sezoni 2018, nakar je potekala na dirkališču Circuit Paul Ricard do sezone 2022, z izjemo sezone 2020, ko je bila odpovedana zaradi pandemije koronavirusa. Petletna pogodba za organizacijo dirke pred sezono 2023 ni bila podaljšana ter Velike nagrade Francije trenutno ni.

## Zmagovalci
| Leto | Zmagovalec      | Moštvo                | Poročilo |
| ---- | --------------- | --------------------- | -------- |
| 2022 | Max Verstappen  | Red Bull Racing-RBPT  | Poročilo |
| 2021 | Max Verstappen  | Red Bull Racing-Honda | Poročilo |
| 2019 | Lewis Hamilton  | Mercedes              | Poročilo |
| 2018 | Lewis Hamilton  | Mercedes              | Poročilo |
| 1990 | Alain Prost     | Ferrari               | Poročilo |
| 1989 | Alain Prost     | McLaren-Honda         | Poročilo |
| 1988 | Alain Prost     | McLaren-Honda         | Poročilo |
| 1987 | Nigel Mansell   | Williams-Honda        | Poročilo |
| 1986 | Nigel Mansell   | Williams-Honda        | Poročilo |
| 1985 | Nelson Piquet   | Brabham-BMW           | Poročilo |
| 1983 | Alain Prost     | Renault               | Poročilo |
| 1982 | René Arnoux     | Renault               | Poročilo |
| 1980 | Alan Jones      | Williams-Ford         | Poročilo |
| 1978 | Mario Andretti  | Lotus-Ford            | Poročilo |
| 1976 | James Hunt      | McLaren-Ford          | Poročilo |
| 1975 | Niki Lauda      | Ferrari               | Poročilo |
| 1973 | Ronnie Peterson | Lotus-Ford            | Poročilo |
| 1971 | Jackie Stewart  | Tyrrell-Ford          | Poročilo |